# ۸۷۰ (میلادی)
۸۷۰ (میلادی) هشتصد و هفتادمین سال تقویم میلادی است.

## رویدادها
- تصرف جزیره مالت توسط مسلمانان
- خلافت معتمد عباسی در بغداد

## درگذشتگان
‎